# ساري العبد الله
لقب بساري العبد الله شاعر بدوي من قبيلة عنزة له سمعه عريضة في شبه الجزيرة العربية، والبادية العراقية - الشامية والجزيرة الفراتية.

## سيرته
ساري وأسمه الحقيقي عبد الله بن الفاضل بن حمد بن الملحم بن رشيد بن مزيد بن شماس يرتفع نسبه إلى حسن بن مُنبه بن وهب العنزي، من مشايخ «الحسنة» إحدى قبائل ضنا مسلم من قبيلة عنزة وأمه «الشيخة نوف بنت الشيخ الحميدي بن هذال» من العمارات من عنزة،  جاء ذكره في وقائع 1879م من تاريخ القبائل، الشاعر عبد الله الفاضل ولقب (بساري العبد الله)وذلك لسيره وحيدا يتنقل بين العرب وكان له مكانته بين عشيرته وله الاثر الكبير بالشعرالبدوي المعاصر ولقد اتخذ نوع (العتابة) التي تغطي مساحته الشعرية ولها طابع خاص بين العرب جميعا حيث كل من ذكر بيت من العتابة اوله (هلي) ينسب فورا إلى ساري العبد الله ولهذا الشعر اسلوبه الخاص ببادية العراق والشام كثيرا وان هذا الاسلوب قد طغى وغطى جميع الجزيرة الفراتية وهي تقريبا البقعة الجغرافية التي دارت فيها الأحداث، (ساري) ولد وترعرع في منطقة (حضرة الفاضل) ببادية الشرقاط جنوب الموصل في العراق، وكانت والدته حاملا فيه خلال هجرة القبيلة من الجزيرة العربية، حيث كانت ديرتهم بين النخيب وعرعر

## معاناته مع مرض الجدري
لقد ابتلى بمرض الجدري وكان مرضا ً مخيفا ومستعصيا تلك الفترة الزمنية ومن عادات العرب إذا حصل مثل هذا المرض يامرون المريض بترك القبيلة ويتوجه إلى أرض الله حتى يتشافى من مرضه أو يموت.
ولكن كونه شيخ قومه ومن نسل الكرام وله مكانته بين القبيلة فقد صعب الأمر عليهم ان يامروا ساري العبد الله بالرحيل عنهم.... وكان الأمر شديد وصعب جدا عليهم فقد قرروا ان يرحلوا ويتركوه طريح الفراش حتى لا يشعر بالعقوبة له فقد عاقبوا انفسهم بالرحيل عنه بدل من ان يرحل هو ولذلك كان اغلب شعره يمدح اهله... اينما سار ونزل واينما حط وارتحل فكلمة (هلي) ملازمة لجميع شعره... وقد تركوا له زاد يكفي له وماء وفراش وخيمة وكلب الصيد تبعه الذي سماه (شير) وكلمة شير هي كلمة كردية بمعنى اسد.
- هلك شالو على «مكحول» يا شير
- وخلولك عظام الحيد يا شير
- لون تبجي طول الدهر يا شير
- هلك شالوا على «حمص وحما»[15]

ذكر مواقع مكحول وحمص وحماة. إشارة مهمة. فمكحول جبل يقع في العراق ويقع شرق منطقة الخابور. أما حمص وحماة فتقعان غرب منطقة الحدث. المقصود بكلمة مكحول في البيت هي جبل مكحول فان ساري هنا يشارك شير (اسم كلبه الوفي) حيرته وجهله باتجاه سير أهله فقد يكونوا اتجهوا شرقا إلى مكحول، أو اتجهوا غربا إلى حمص وحماة، وقد يكون إنهم قرروا السفر للابتعاد عن المنطقة التي فيها ساري وليس في نيتهم الاتجاه إلى منطقة محددة ولذلك ذكروا أكثر من منطقة وفي اتجاهات متضادة.

## المحنة الثانية
وهكذا بقى يصارع المرض وحده حتى هيأ الله له جماعة من عشيرة صلبة التي كان لها الباع الطويل بمزاولة مهنة الطب وقد شفى من مرضه بفضل تلك الجماعة.. الا ان المرض ترك بصماته على وجه.... فطفق يبحث عن عمل ليعتاش به فأتجه إلى أحد كبار الجزيرة آنذاك وكان يدعى (تمر باش) فاشتغل عنده يقدم لضيوفه القهوة وذات ليلة ومن سياق الحديث في إحدى مجالس الشيخ تمرباش وجه الشيخ كلمة نابية للشاعر عبد الله الفاضل تركت في نفسه اثرا كبيرا من الحزن والاسى الا انه رغم هذا كله لم يحقد على اهله.... فما ان هدأ الليل ونام القوم وعم السكون بالديار فاضت نفسه بالشعر...من العتابه يذكر فيها محاسن اهله وعشيرته... فأنتبه لذلك الشيخ تمرباش والح عليه بالسؤال عن اهله وعشيرته.... فأجاب إلى ذلك لكن الشيخ تمرباش اراد ان يمحص الأمر فأرسل جماعة ليقتصوا اخبار اهله وعشيرته فوجدوهم كما وصفهم باشعاره فاعتذر منه الشيخ تمر باوش وأعزه وأكرمه وطلب منه البقاء عنده ضيفا عزيزا... فأعتذر منه ساري العبد الله لما في نفسه من الكبرياء والانفه وعلو الهمة.

## مع أهله
سمع بأخبار اهله وعشيرته فرحل يطلبهم وسكن بمنطقة قريبة منهم وكانوا قد نزلوا
ببادية حمص وحماة في الشام، فلما وصلت اخباره إلى اهله وعشيرته وتيقنوا انه حي يرزق
ارسلوا اليه جماعة من وجهاء القوم والعشيرة لغرض مصالحته والاعتذار منه وان يعود بينهم معززا مكرما... لكن... ابى ان يرجع معهم لعزة نفسه فلما يأسوا منه بالرجوع معهم إشارة أحدهم ان يعرضوا عليه الظعن امامه عسى ان يحن ويرجع معهم فرحلت قبيلته ومرت من امامه بفرسانها وهم يلعبون على ظهور الخيل والإبل تتمايل بالهوادج ورأى زوجته ثريا بهودجها وقد ارخت لثامها... فهاجت نفسه بالذكريات وتذكر الطفولة والبادية والفتوة فقال هذا البيت ثم رحل معهم:
- ثريا تلوح والدنيا مسجبة *** مطر وظعون خلاني مسج به
- عجاج الظعن عنبر والمسج بي *** اخير من القرايا المعطنات.[20][21]

## وفاته
تشير بعض المصادر إنه أستقر في بادية حماة منطقة إسرية وبنا بيتا كبيرا حتى وفاته سنة 1888 تقريبا.

## شعره
ان العتابة عن شاعرنا ساري العبد الله تعبير رائع وجذاب ومتماسك البناء تغلب عليه الشجاعة والكرم والفخر والحماسة والمديح، واغلب ابيات العتابه عنده تبدأ بمفردة هلي حتى ان هذه المفردة أصبحت سمة خاصة ميزت شعره عن باقي الشعراء، في هذا اللون البديع من الغناء البدوي، ان العتابة عن شاعرنا ساري العبد الله تعبير رائع وجذاب ومتماسك البناء ومن شعره:
- هلي عز النزيل وعز من گال
- ثقال الروز ماهم حجر منگال
- انچان الناس مي هظل من گل
- هلي نيسان طم العاليا
- هلي عز النزيل وعز منزال
- ودوم الهم على الدربين منزال
- عشوب الناس واهلي نبت من زل
- خضر ما يبسو بارح هوا
- هلي بالدار خلوني وشالوا
- وخلوني جعود بطن شالو
- على حدب الظهور اليوم شالو
- وحايل دونهم كور وسراب
- هلي بالدار خلوني رميماي
- مثل حيدن معگل برميماي
- يامحي العظام وهي رميماي
- توصلني على حي الاحباب
- هلي نزالت المشرع وهل ماي
- واهل خيل رمك سبگ وهل ماي
- تعالوا ياحمايلنا واهل ماي
- وشوفو حال من فارگ احباب
- هلي عوج المناسف مندل الهم
- ودرب الكرم سابج من دليلهم
- كروم الناس تشرب من دلالهم
- هلي بالكون عيين الطلاب
- هلي بالدار خلوني طريحاي
- الفرش ياجرح دلالي طري حي
- نحل جسمي بقى طاري حي
- تلج الروح بين ضلعي والحشا
- هلي لوشح قوت الناس عدنا
- كرام واليتيم يعيش عدنا
- عقب ما چنا ذرا للناس عدنا
- انتذرى بالذي مالو ذرا
- هلي يهل المحمس والبريجي
- ويقهوة غيرهم حنظل بريجي
- هلي مثل الزواعج والبريجي
- ارتمت منها الزلازل والاطواب
- هلي سمح الطرايج وشملوهن
- يعود الحور عالي وشملوهن
- هلي عوج المناسف وشملوهن
- حميس الظان بسنين الغلا

ومن جميل شعره:
- هلي يهل المراتب والدواوين
- وعلى قلوب العدى نصبو دواوين
- اسيل الدار وين أهل الدواوين
- قالت غدو ياحسرتي وسهيل غاب
- هلي رايات بالدنيا بيض الهم
- كرام ويمن الخايف بظلهم
- يتيه الغيهب المسما بظولهم
- هلي باشات عالشدو اطناب

- هلي الما لبسو خادم سملهم
- وبگلوب العدى بايت سم الهم
- ان چان اهلك نجم اهلي سما الهم
- وچثير من النجم علا وغاب[23][24]

## قصته في الدراما
تدور أحداث القصة حول (ساري) أحد أبناء وجهاء قبيلته، يعيش قصة حب مع (ريما)، ابنة الرجل الذي بينه وبين والده خلاف قديم، يمرض بسبب رفض والد (ريما) الموافقة على زواجه منها، بحجة أنه قال فيها شعرًا غزليا يردده جميع سكان القبائل المجاورة، يمرض (ساري) بمرض قوي، ليكتشف الحكماء أنه مصاب بالجدري، فتقوم القبيلة بتطبيق الأعراف لديهم بتركه في الصحراء والرحيل إلى مكان آخر حتى لاتصيبهم العدوى من هذا المرض الخطير، ويجبرون والديه على الرحيل معهم عنوة، فيموتان من حسرتهما على ولدهما، وبعد أن تركوا (ساريا) وحيدًا في الصحراء يصارع الموت، تمر إحدى النساء الطيبات (أم جابر) المشهورة بالتنقل بين العشائر لطلب الرزق مع بعض صبيانها فيجدونه، فتقوم بمعالجته بما لديها من خبرة بمعالجة الأمراض حتى شفي من مرضه، ولكن المرض ترك آثارًا على وجهه، وعاش حياته متنقلا مع (أم جابر) بين العشائر، ويعمل بالرعي، إلى أن وصل لقبيلته، ويكتشف أشياء لم يكن يتوقعها.

## انظر
- عنزة
- محروت بن فهد الهذال
- عبد الرحمن منيف
- مدن الملح